# Planotortrix excessana
Planotortrix excessana là một loài bướm đêm thuộc họ Tortricidae. Nó là loài bản địa của New Zealand và là mộtn loài di thực ở Hawaii.
Sải cánh dài 16–30 mm. Mỗi năm loài này có vài thế hệ.
Ấu trùng ăn many forest, orchard và garden shrubs và trees. It prefers trees with broad leaves hoặc needles và its hosts include Eucalyptus species, Sequoia sempervirens, Pinus species (bao gồm Pinus radiata) và Pseudotsuga menziesii. Đây là một major pest of cây táos. They feed on leaves, buds, và soft stems under a webbing of silk và foliage.
The pupa is 6.5–7 mm long.

## Hình ảnh

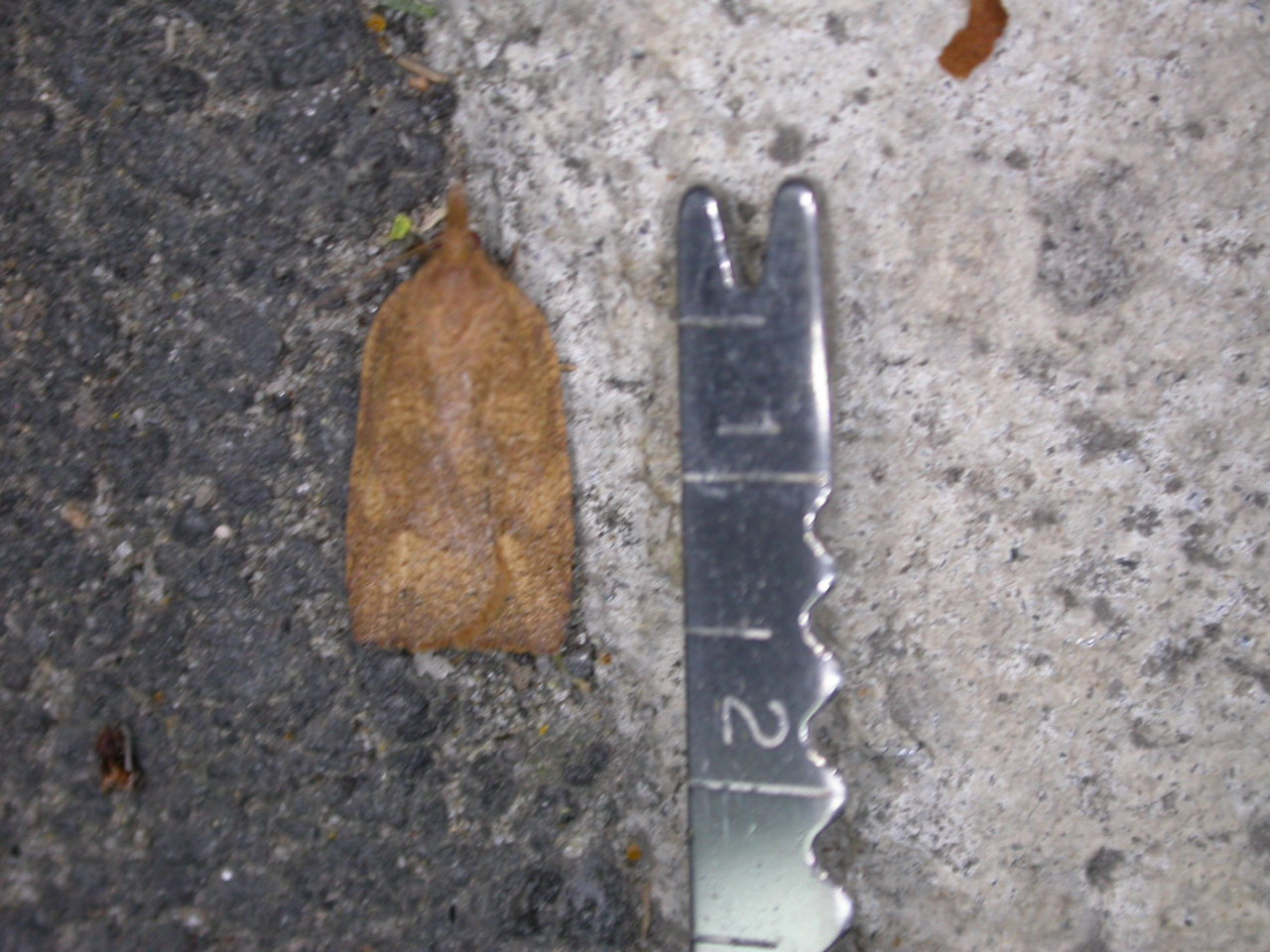